# 奇里基湾

奇里基湾和奇里基省

奇里基湾（西班牙語：Golfo de Chiriquí）是巴拿马太平洋海岸西部的海湾，西起布里卡半岛，东至阿苏埃罗半岛，有科伊瓦島等多座岛屿。